# .tm
.tm (Turquemenistão) é o código TLD (ccTLD) na Internet para o Turquemenistão.